# Ràdio Andorra

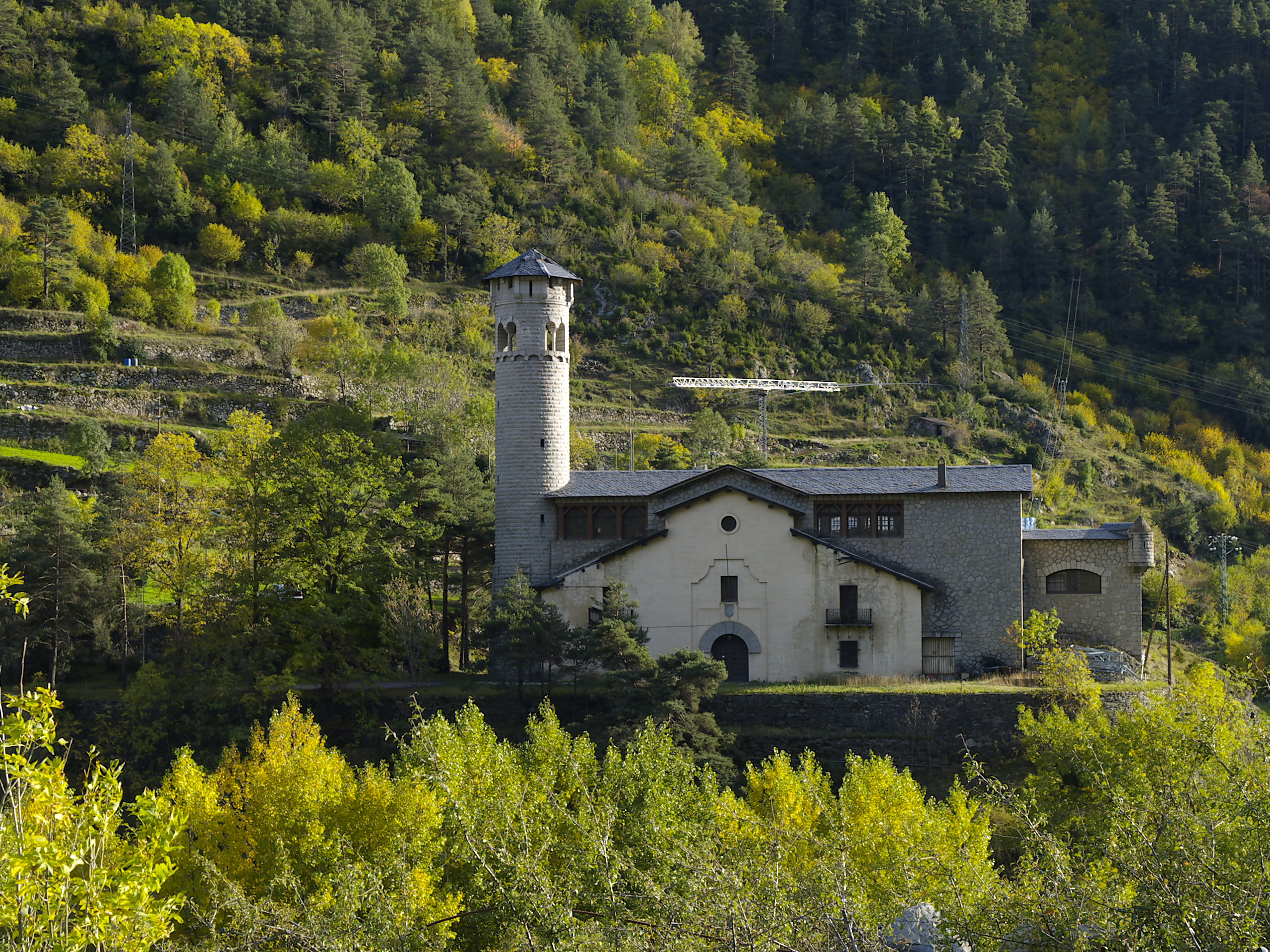
Centre emissor de Ràdio Andorra.

Ràdio Andorra (francès: Radio Andorre; i castellà: Radio Andorra) va ser una emissora de ràdio comercial que va emetre per concessió de les autoritats del Principat d'Andorra entre 1939 i 1981. Va ser una de les primeres ràdios privades a emetre a l'Estat francès.
L'emissora va ser inaugurada el 7 d'agost de 1939. Jacques Trémoulet, propietari de l'empresa Radiophonie du Midi, que ja operava en emissores de ràdio a les localitats occitanes de Tolosa, Montpeller, Bordeus i Agen, va crear Ràdio Andorra tement la prohibició civil de la ràdio privada en territori francès, la qual cosa, en cas de produir-se, hauria silenciat la resta de les emissores de la seua propietat, particularment Radio Toulouse, molt popular en l'època.
L'estatus particular del qual gaudia el Principat d'Andorra, un estat teòricament independent però en la pràctica íntimament lligat a França i l'estat espanyol en la dècada dels anys 30 del segle xx, li va permetre sostraure's a la reglamentació en matèria de radiodifusió d'aquests dos països. Desafortunadament per a l'emissora, tot just un mes després de la seua posada en servei, França va declarar la guerra a Alemanya. Després d'algunes vacil·lacions i una breu interrupció de les emissions, l'estació va reprendre el 3 d'abril de 1940 per a no interrompre-les de nou durant més de quaranta anys. Gràcies a la neutralitat del Principat durant la Segona Guerra Mundial, Ràdio Andorra va ser l'única emissora privada francesa que transmeté durant tot el conflicte sense estar sota el control directe ni de França ni d'Alemanya. Igualment es va convertir en l'única ràdio que va conservar aquesta independència després de la finalització de la Guerra, el que li va valer durant la resta de la seua existència l'hostilitat manifesta de les autoritats gal·les, les quals van intentar sense fortuna pressionar al govern andorrà.

## Història

### Ràdio Andorra durant la Segona Guerra Mundial
Amb l'arribada de l'electricitat a Andorra es va instal·lar al país un nou mode d'entreteniment que era totalment insòlit no només per al país sinó també per a la resta de nacions d'Europa. Ràdio Andorra va néixer durant la Segona Guerra Mundial en reacció a la censura francesa i espanyola. Mentre Hitler avançava en el seu “espai vital”, els governs espanyol i francès intentaven controlar a tot preu la radiodifusió. El govern franquista i el govern de la República Francesa i posteriorment de Vichy es van adonar ràpidament que la ràdio era una arma informativa. Arribava a tot arreu sense fer diferències. Davant d'una societat encara analfabeta, la ràdio esdevenia una arma per aquells que volien manipular la població o informar simplement. Així, el 1933 Ràdio Luxemburg es transformava en la ràdio més important d'Europa. Un fet significatiu. Luxemburg és un petit país, com Andorra, i França considerava les ràdios de Mònaco o Luxemburg com a perifèriques. Però malgrat que França no els volgués reconèixer com a països, ciutadans francesos que sabien que sí eren països, van traslladar-se al Luxemburg, Mònaco i Andorra per instal·lar-hi ràdios que emetessin des d'allà. França no hi podia fer gran cosa, i així el seu negoci estava protegit.
El govern francès va intentar prohibir la creació de Ràdio Andorra, sense gaire èxit. El projecte de Ràdio Andorra comença cap al 1935 quan el Sr. Bonaventura Vila Ribes rep la concessió pel Consell General de les Valls d'Andorra per construir una ràdio al país. L'objectiu del Consell General era el mateix que les carreteres, FHASA o els balnearis-casinos, o sigui, trobar un atractiu per fer venir turistes i fer revifar l'economia andorrana. Bonaventura tenia molt bones relacions amb Estanislau Puiggròs, propietari de Ràdio Barcelona. Va ser aquesta amistat la que el va acostar al món de la radiodifusió i, per tant, el va dur a proposar al Consell General el projecte d'una ràdio per al país. Bonaventura en seria el prestanoms, fet que volia dir que calia buscar-ne un director. La manera com Jacques Trémoulet, acusat per França de col·laboracionista nazi, va arribar a dirigir Ràdio Andorra és confusa. Hi ha dues versions al respecte però no se sap si són verídiques. La primera sosté que Bonaventura ja tenia contactes a Barcelona, però va ser el veguer francès qui li va presentar a Jacques Trémoulet que el 1935 buscava la manera de crear una ràdio al Luxemburg. La segona versió sosté que Paul Laffont, advocat, diputat i secretari d'estat de les PTT durant el govern del socialista d'en Raymond Poincaré, va parlar a Trémoulet sobre Andorra i el va animar a crear la ràdio que volia al país. Jacques Trémoulet, nascut a França, era el propietari del grup Radiophonie du Midi, que posseïa Ràdio Tolosa i unes 5 ràdios més a França. El fet que el govern francès volgués nacionalitzar totes les ràdios per controlar-les el va empènyer a cercar alternatives per poder explotar ràdios que emetessin en territori francès. Així es va adreçar al Luxemburg. Però com que el projecte havia fracassat, Trémoulet va decantar-se per Mònaco. És en aquest context que, en un moment donat, l'una de les dues versions fa que Trémoulet contempli, endemés de Mònaco, Andorra com a escenari.
L'any 1936, Bonaventura mor i tant la cerca del director
com la continuïtat del projecte segueixen en mans de Puiggròs. Un any més tard, el Consell General decideix ampliar el termini de la concessió per uns 60 anys més. És evident, així doncs, que el parlament tenia ganes que es construís. Mentrestant, Trémoulet aconsegueix ser elegit com a President de la Federació de Ràdios Privades, amb la qual controla 6 ràdios belgues. L'any 1939, entra en contacte amb Andorra i és a partir de la invasió alemanya de França que veu el país com la millor opció perquè ningú li tanqui les seves ràdios (les ràdios belgues ja estan sota control nazi). Precisament, tenint ja muntada Radio Monte-Carlo (RMC), els alemanys li exigeixen que utilitzi Ràdio Andorra com un radiofar per les maniobres nazis a la Mediterrània. Conscient que si ho fa perilla el seu projecte de crear ràdios fora de França que puguin retransmetre's al país gal, decideix convèncer-los que RMC era més idoni pels seus plans. Però la història que relaciona Trémoulet amb els nazis no es va acabar aquí. L'aparició de Trémoulet a Andorra inquietava el veguer mateix perquè, pel fet que França li bloquejava tots els projectes, tenia por que creés una ràdio antifrancesa. El Consell General mateix va advertir literalment que Ràdio Andorra hauria de mantenir-se “sempre al marge de tota tendència política i social, fidels sempre a les indicacions que siguin fetes per les autoritats andorranes”, afegint que “les autoritats andorranes podran en qualsevol moment controlar les emissions”.

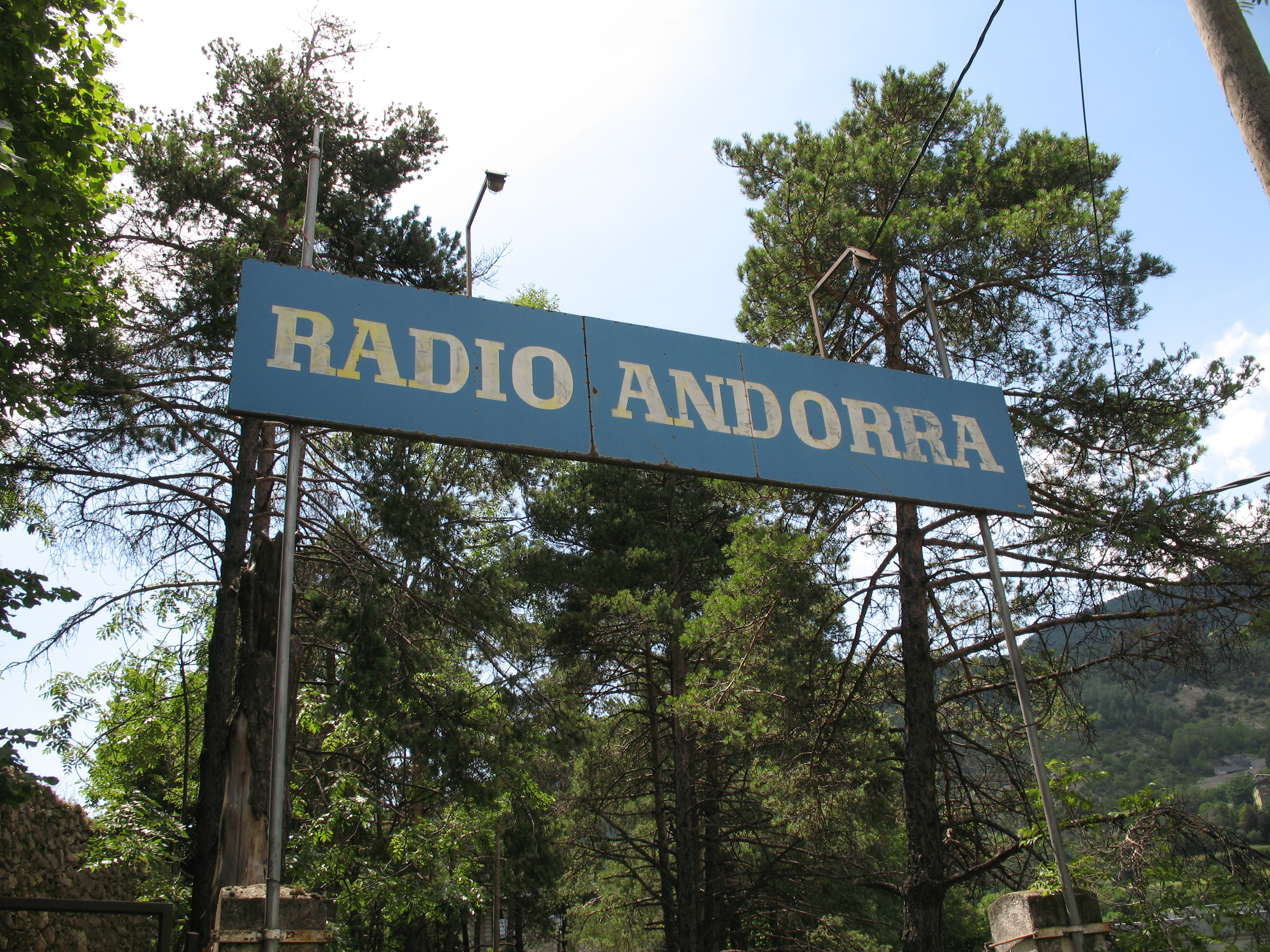
Entrada a les instal·lacions de Ràdio Andorra.

Però el cert és que ja l'any 1936, el periòdic francès Mon Programme Illustré assegurava els nazis tenien en cap el projecte propagandístic de Ràdio Andorra. Encara que el diari no cités noms, els americans durant la guerra permetran confirmar aquestes sospites. L'Oficina de Serveis Estratègics del govern dels EUA elaborava diversos informes en què es podia llegir, per exemple, que un cop oberta la ràdio el grup editorial nazi Deutscher Verlag de Berlín es mostrava interessat en les tarifes publicitàries i horàries de Ràdio Andorra en vista d'emetre-hi informació bilingüe. Un informe americà enviat a l'ambaixada parisenca dona extensos detalls sobre Trémoulet i l'estructura de Ràdio Andorra, dient que Trémoulet va aconseguir el Govern de Vichy com a client principal, cosa que es va traduir en la difusió de butlletins informatius. De fet, s'hi explica també que el mateix Trémoulet havia ofert les seves ràdios als alemanys nazis. Existeix un correu alemany enviat a l'ambaixada de Madrid on els nazis van pagar unes 200 000 pessetes suposadament a Ràdio Andorra. No obstant això, com que el destinatari no està ben especificat el correu mai serà autentificat pels tribunals després de la guerra tot i que serviran per acusar Trémoulet de col·laboracionista. En acabar-se la guerra, efectivament, la Cort de Justícia de Tolosa el va condemnar a mort en rebel·lia i a la confiscació de tots els seus béns a França. De seguida, va fugir cap a l'Espanya franquista. Allà va entrar en contacte amb el cercle familiar del dictador Franco, mitjançant el qual aconseguirà conservar Ràdio Andorra. Això indica clarament que els contactes de Trémoulet anaven ben orientats cap al feixisme. Els informes americans sobre Ràdio Andorra indiquen, per exemple, que França considerava Ràdio Andorra una ràdio a tendència francofalangista i als informes mateixos s'aconsella no utilitzar l'emissora per evitar que els francesos es pensin que els EUA estaven del bàndol nazi o franquista. I, en efecte, el 1946 tot el personal profrancès va ser acomiadat i substituït per personal profranquista. Ràdio Andorra se sentia a tot el sud de França, i és per això que es té tanta informació. En un principi, la ràdio emetia en català, castellà i francès, però el seu apropament amb Franco va fer que el català quedés prohibit. Molts dels documents administratius de la mateixa ràdio es redactaven en francès i el cèlebre eslògan de la ràdio el pronunciava en castellà una dona: “¡Aquí Radio Andorra!”.
Amb l'alliberament de França, el govern del país gal també va declarar Trémoulet enemic de França i traïdor, ordenant-ne l'arrest. Laffont, el diputat que suposadament va empènyer Trémoulet a interessar-se per una ràdio al país, també va ser acusat de col·laboracionista, concretament d'espia. La recerca va demostrar que, efectivament, filtraven informació als alemanys per Ràdio Andorra a través d'enregistraments radiofònics. Durant la guerra, Ràdio Andorra interferia en les freqüències britàniques, sueques i italianes, fet que provocà queixes per part anglesa i italiana. En aquest context, també es té constància que un grup britànic tenia intencions de comprar espais publicitaris a Trémoulet i que el govern francès va informar immediatament el govern britànic que si això passava, serien considerats automàticament com a enemics i traïdors de “la France”. La premsa francesa, precisament, va ser la que va destapar l'escàndol al final de la guerra, acusant no només Trémoulet, sinó també Puiggròs, que va ser inserit en el contracte de concessió després que morís Bonaventura. Els articles apuntaven que Trémoulet havia rebut fins i tot caps nazis a casa seva. La justícia francesa es va encarregar de detenir automàticament dos residents d'Encamp que passaven en contraban carnets de Trémoulet cap a França. Antoni Picart, conseller del parlament andorrà, es va indignar per totes aquestes acusacions fent-li part del disgust al veguer, a qui demanà que la justícia alliberés els dos veïns d'Encamp. No acceptava que Andorra fos tacada d'aquesta manera. El cas, però, és que fins i tot la BBC considerava Ràdio Andorra pronazi. Però totes les acusacions que es van fer a Ràdio Andorra, segons un dels seus treballadors, Gualbert Osorio, mai han estat demostrades, i insisteix en el paper neutral que va tenir Andorra durant el conflicte. També insisteix en la neutralitat de les emissions de la ràdio andorrana i en la renúncia per part de Trémoulet i les autoritats del país a signar contractes amb els nazis. Afirma, això sí, que la ràdio era cobejada per molts països, ja que la seva ona de freqüència arribava pràcticament a tot Europa.

### La guerra de les ones
Després de la Guerra Civil Espanyola, i durant tot el franquisme, la radiodifusió va passar a ser utilitzada pel règim per fer propaganda. El Ministeri de Propaganda va deixar que existissin ràdios privades i públiques, però en realitat totes havien de fer propaganda a favor del règim. Les ràdios catalanes, per exemple, van desaparèixer o ser substituïda per fórmules profranquisme. Neixen la COPE, la Cadena SER i la REM-"La Voz" (Red de Emisoras del Movimiento, és a dir Xarxa d'Emissores del Movimiento). Les úniques ràdios que no estaven controlades pel dictador i que emetien sense consentiment eren Ràdio Espanya Independent "Pirenaica", una emissora antifranquista i que emetia informació lliure que el règim censurava, i Radio Liberty, mantinguda financerament per la CIA que enviava propaganda anticomunista cap a l'URSS. El règim franquista va provar més d'una vegada boicotejar les emissions de Ràdio Pirenaica. Del costat francès, el govern postguerra mundial es va trobar també amb una radiodifusió francesa mig destrossada. El govern francès volia monopolitzar a tot preu les ràdios del país i això va fer després del conflicte. A través de l'RDF i, posteriorment, l'RTF i l'ORTF (Oficina de Radiodifusió-Televisió Francesa) el govern va crear, entre d'altres, una ràdio generalista, France Inter, i dues temàtiques, France Culture (de continguts culturals) i France Musique (amb contingut musical). Però l'afany de control no va donar fruits a França, ja que existien les ràdios des dels petits països fronterers (Luxemburg, Mònaco i Andorra), que els governs francesos anomenaven “perifèriques” en la seva visió centralitzada i de no reconeixement de les altres nacions més petites. Aquestes emissores eren privades, és a dir, sense control francès, i emetien a França sense consentiment del govern francès. Aquesta és la raó que explica que el govern francès hagués intentat prohibir les emissions de Ràdio Andorra abans i després de la guerra. L'afer va arribar al parlament francès mateix. L'acció ferma del bisbe va ajudar a fer que la ràdio seguís en peu.

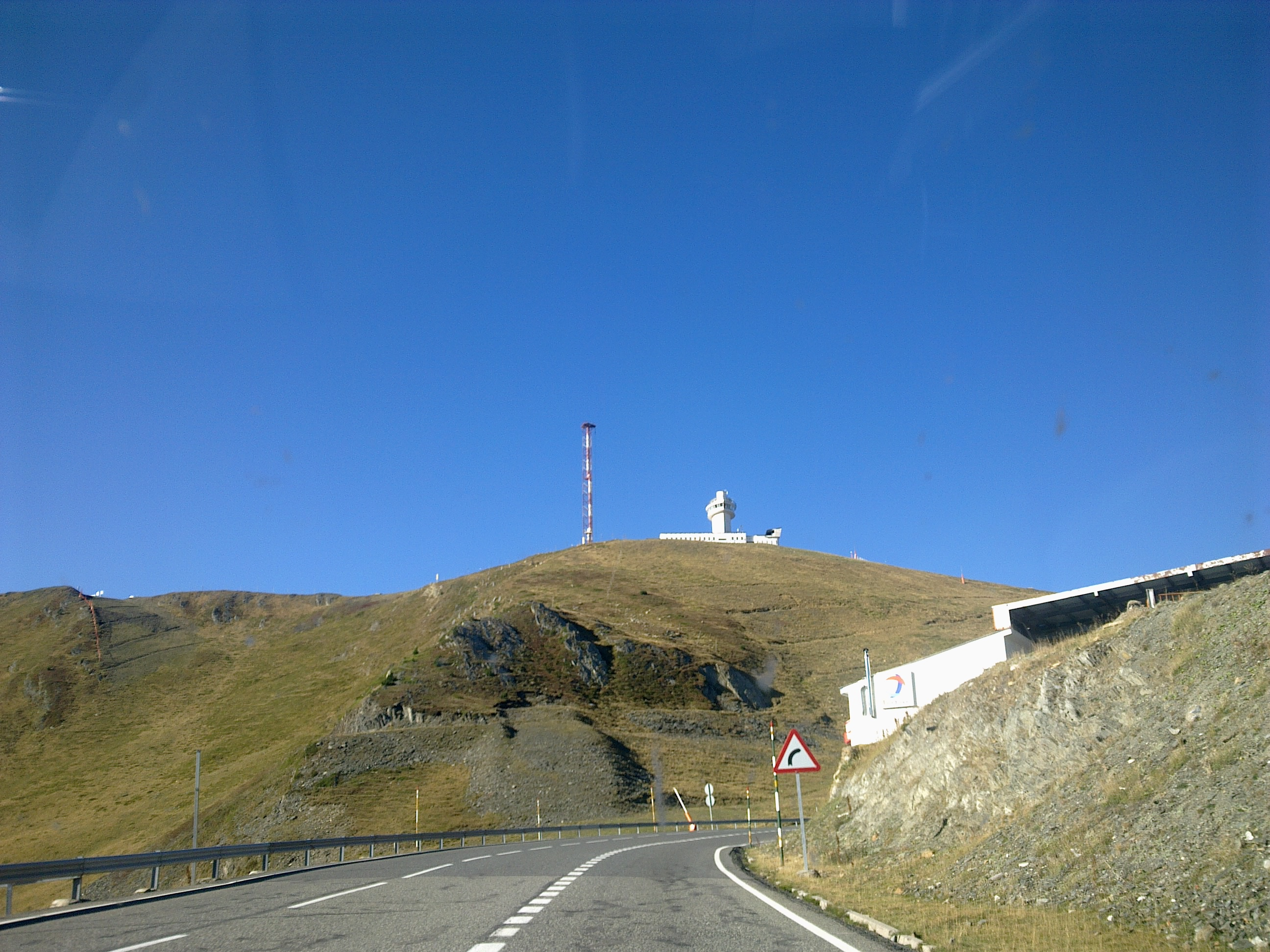
Antena emissora de Sud Ràdio a Andorra. L'emissora encara existeix a França però la joventut del país ja no sap el per què de la seva creació.

Fins i tot l'Espanya franquista es preocupava de tenir controlada Ràdio Andorra. Poc després de les seves primeres emissions, Ràdio Andorra passà a emetre enn castellà, llengua no oficial al principat, ja que les autoritats franquistes temien que Ràdio Andorra emetés en català. Trémoulet va ser l'encarregat d'anar a veure les autoritats franquistes per dir-los que estiguessin tranquils, ja que des d'Andorra s'emetria en castellà. Va ser, efectivament, així, però el veguer francès va intervenir advertint que aquesta situació havia de ser temporal, ja que el francès s'havia de sentir a Ràdio Andorra. També va ser així, i l'acció del veguer va fer que el francès tornés a escoltar-se. Només s'emetien unes paraules en català a l'inici i al final de les emissions, amb l'himne del principat i la Marxa dels Consellers d'Andorra. L'afany del govern francès, d'altra banda, per tancar Ràdio Andorra després de la Segona Guerra Mundial, en vista de monopolitzar la radiodifusió va traduir-se en una vertadera guerra, raó per la qual el període de postguerra es va passar a anomenar "la guerra de les ones". Ràdio Andorra va passar a partir del 1942 a emetre des d'Andorra la Vella, amb una audiència que arribava pràcticament a tot Europa. La locutora Victoria Zorzano es va convertir en la personalitat radiofònica més cèlebre del món. Així es desprenia dels diaris britànics i francesos, i del fet que l'emissora rebia correspondència de Suïssa, Portugal, França o Àfrica del Nord,... L'anomenada "guerra de les ones" havia començat. El 1951 el veguer francès pressiona el Consell General perquè tanqui Ràdio Andorra sota pretext de "publicitat immoral". Davant la falta d'intervenció del parlament andorrà, la societat estatal francesa Sofirad va decidir instal·lar sense avisar ni consultar el parlament una ràdio en un xalet d'Encamp per emetre Andorre Radio en proves l'any 1954 durant uns dies. Finalment, l'any 1958 comencen les emissions de la ràdio que, en un principi, rebé el nom de Radiodiffusion des Vallées d'Andorre, que després passarà a ser coneguda com a Andorràdio, més tard com a Ràdio de les Valls-Andorra 1 i, finalment com a Sud Ràdio.
Aquesta nova presència no va ser ben acollida i el Consell General va ordenar-ne el tancament. L'any 1952, el nou copríncep francès, Vincent Auriol, decideix ratificar novament la concessió dels anys 30 obligant Ràdio Andorra a canviar el nom per Andor-Ràdio. Aquesta ingerència va acabar per fer esclatar el poble andorrà en l'Assemblea Magna que va decidir l'embargament del material i les instal·lacions de Sofirad. França va contestar a aquesta actuació tancant la frontera francesa.
La guerra de les ràdios va adquirir un caire molt tens. Ja no estava en joc el monopoli que en volia fer l'estat francès, sinó altres motius. Per als francesos, calia silenciar la ràdio de l'enemic de França, Trémoulet. Per als andorrans, era una qüestió nacional, és a dir, calia acabar amb la prepotència de l'estat francès, que es pensava que els andorrans eren uns simples súbdits al mateix nivell que els colonitzats. L'any 1954, el copríncep René Coty va decidir designar dos àrbitres donada l'alçada de les tensions entre l'estat francès, el Consell General i l'Assemblea Magna. França va designar el conseller d'Estat Philippe Renaudin i el copríncep episcopal va designar el doctor Josep Maria Trias de Bes. El bisbe va intentar defensar els interessos dels andorrans, en la mesura que va poder. L'any 1956, França decideix que el passaport andorrà ja no era vàlid i que aquells andorrans que volguessin viatjar cap a França havien de fer-se la carta d'identitat (DNI) francesa. Era un clar exemple del menyspreu que tenia França cap a la nació andorrana. Aquest menyspreu va portar els dos suposats àrbitres a dues conclusions: la primera era que no hi havia solució per al conflicte, i la segona va ser que les dues ràdios, Ràdio Andorra i Andorre-Radio, eren il·legals. L'any 1958, el conflicte segueix incrementant-se i Radiodiffusion des Vallées d'Andorre comença finalment les emissions oficials després d'un acord passat amb els dos coprínceps, cosa que va enutjar fortament el Consell General. El nou copríncep, Charles de Gaulle, va reautoritzar la presència de Sud Ràdio i va contribuir a ficar més llenya al foc. És llavors quan la Mitra intenta introduir una ràdio espanyola al país. El 1960, Trémoulet proposa al dictador Franco la cessió gratuïta de Ràdio Andorra per por que aquesta nova competència vingués a enutjar el seu projecte de ràdio a Andorra. Llavors, la ràdio passa a mans franquistes i el personal francès és acomiadat en substitució d'un profalangista. L'Assemblea Magna va ser qui va regular aquesta autorització, considerant que no podia deixar en mans externes el que era dins del país, conscients que la sobirania havia de ser del poble i no dels colons. Amb dos reglaments, l'Assemblea va regular la radiodifusió del país.
Però tot i així, la guerra de les ones va continuar. Després de l'intent d'instal·lar una ràdio pro-francesa que emetia només 5 minuts en català (Andorràdio), va venir FHASA. Els francesos van intentar boicotejar Ràdio Andorra impedint que aquesta rebés electricitat per part de FHASA. Tot i així, existeix una versió contrària que argumenta que les fallades d'electricitat no venien dels francesos sinó de desacords entre Trémoulet i FHASA. L'any 1966, el govern francès intenta una altra ofensiva, aprofitant el fet que Andorra no estava dins de l'UIT (Unió Internacional de Telecomunicacions) perquè se li cedís a Radio Monte-Carlo la mateixa freqüència que Ràdio Andorra. Finalment, va venir la darrera fase, la guerra d'audiències. Sud Ràdio va intentar menjar tota la part de mercat que podia, tot plegat per fer callar Ràdio Andorra. Les dues ràdios van llançar-se en una guerra d'audiències important. Aquesta guerra va durant fins que als anys 80 el Consell General tancà Ràdio Andorra i prohibí que Sud Ràdio emetera des del principat.

### Tancament de l'emissora
La situació de Ràdio Andorra i Sud Ràdio va ser molt tensa als anys 70 i 80. Els andorrans només podien sentir parlar dues ràdios establertes al principat que realment no eren andorranes, que no parlaven català, que incomplien la legalitat, que França no desitjava i que van servir als francesos i als espanyols per tensar la situació entre Consell General i coprínceps. Així, tal com es va fer amb l'escola, el poble va voler que Ràdio Andorra i Sud Ràdio tanquessin definitivament les portes. El nacionalisme era molt palpable i aquest desitjava i reclamava "ràdios andorranes". Els andorrans havien pres consciència que s'havia acabat el "vassallatge" i, per tant, com a país normal, havien de tenir ràdios andorranes, sigui privades o públiques. L'Assemblea Magna va néixer com a resposta popular al monopoli estatal veí, i seran, doncs, precisament les clàusules que l'Assemblea va votar en el Reglament de Radiodifusió les que s'utilitzaran per resoldre la situació. Lluny d'aconseguir-ho, el Consell General es va veure enganyat i és a partir d'aquest moment en què la població reclama el tancament. L'any 1977, el Consell General anuncia a les dues ràdios que han de tancar les portes. Del procés de negociació posterior neix una nova ràdio, l'ORTA (Organisme de Ràdio i Televisió d'Andorra). Es tracta de la ràdio i televisió públiques d'Andorra. Des d'ara, les ràdios i televisions que s'instal·lin a Andorra han de parlar català si estan dins del país. Es permet també la utilització d'altres llengües. És el final definitiu de Ràdio Andorra i Sud Ràdio.
Les dues emissores històriques del principat, Ràdio Andorra i Sud Ràdio emetien en ona mitjana. El 18 de març del 1976, però, Ràdio Andorra va passar a emetre també en ona curta a la freqüència 6230 kHz sota el nom de Ràdio Andorra Internacional, que no sempre emetia la mateixa programació que Ràdio Andorra.
A partir de l'any 1978, Ràdio Andorra, que es reivindicava com a la ràdio dels països d'Oc, emet una part de la seua programació en occità per primera vegada: entre 1978 i 1981, el programa Le Magazine des Pays d'Oc (emés des del 1976) inclou una secció en occità, anomenada País d'Oc, que s'emetia cada dia a les 13:45 h i era presentada per Miquel Rossolin.
L'any 1984, entre el 4 de gener i el 7 d'abril, Ràdio Andorra va ser rellançada. L'intent, però, va fracassar. Així, tret de Ràdio Valira, des que el 1987 Sud Ràdio deixà definitivament d'emetre des d'Andorra, el principat no tingué cap emissora nacional més, i no fou fins al 8 de setembre de 1990 que Ràdio Andorra tornà a emetre, aquesta vegada com a emissora pública, propietat de l'ORTA.

### Recuperant les cendres
El 1981, amb el tancament de Ràdio Andorra, comença un litigi que portarà el Govern andorrà a dures negociacions i camins sense fi amb el Ministeri d'Exteriors de l'Estat espanyol. Aquest litigi finalitzarà l'any 2007, en ple Govern d'Albert Pintat, del costat andorrà, d'en José Luis Rodríguez Zapatero, de la banda espanyola i d'en José Montilla del costat català. El conflicte s'explica pels esdeveniments de l'any 1961, quan el Govern andorrà va autoritzar la difusió de Sud Ràdio a Andorra. En aquell moment, Jacques Trémoulet, era refugiat a Espanya i va aprofitar el seu exili per proposar al govern del dictador Francisco Franco la cessió gratuïta de Ràdio Andorra a l'Estat espanyol a canvi de reservar-se'n l'explotació comercial durant vint anys. Així, aquell mateix any es va signar un acord amb Trémoulet i el director general de Radiodifusión y Televisión. Això, en la pràctica, va donar dret a la societat paraestatal EIRASA (Explotaciones e Inversiones Radiofónicas SA) a controlar Ràdio Andorra a partir del 1961, i així tenir el dret a posseir el 56% dels vots en termes de presa de decisions. Així, els terrenys, tot i estar situats en territori andorrà eren, legalment, propietat de l'Estat espanyol, raó per la qual Andorra va haver de negociar la concessió de Ràdio Andorra al Govern de Pintat per tal de recuperar el que el Govern andorrà va considerar el 2007 patrimoni cultural d'Andorra.
Finalment, el 2007 Ràdio Andorra i el terreny on se situa passen a mans andorranes gràcies a la cessió que en va fer el ministre d'Exteriors espanyol de l'època, el Sr. Miguel Ángel Moratinos. A canvi, el govern andorrà es va comprometre a indemnitzar totes les parts que van quedar per liquidar el 1981, moment de la fallida de Ràdio Andorra. Això va comportar uns 850.000 euros en total: 600.000 euros van anar a parar a mans dels antics assalariats, una trentena, i els 250.000 euros restants varen servir a pagar els diferents deutes contraguts per part de Ràdio Andorra a proveïdors i administració, entre d'altres.

### Noves emissions de tribut en ona curta
Des de l'any 2001, un web d'arxiu iconogràfic i sonor de l'emissora comparteix extractes o emissions completes antigues de Ràdio Andorra. Aquest lloc no té cap enllaç amb l'antiga emissora desapareguda però està impulsat per més de 110 col·laboradors, la majoria antics treballadors de Ràdio Andorra. El web es deu a la iniciativa d'un entusiasta de la ràdio, Jean-Marc Printz.
Des del 12 d'abril de 2021, gràcies a la intervenció d'un enginyer alemany, Christian Milling, aquests arxius, així com els programes de record presentats per antics membres de l'emissora, s'emeten mensualment el primer diumenge de cada mes a les 6 de la tarda en ona curta des de diferents transmissors europeus, situats a Àustria, Alemanya o Armènia. La durada de les emissions varia entre una i quatre hores. Els arxius originals han sigut objecte de treballs de restauració realitzats per Christian Milling i provenen tant de col·laboradors del web de l'arxiu de l'emissora com de l'Arxiu Nacional del Principat d'Andorra. En general, les emissions comencen, com a l'antiga ràdio, amb la "Marxa dels Consellers d'Andorra" i acaben amb l'himne del Principat. Les emissions de 2 hores d'"Història explicada de Ràdio Andorra" es complementen aquestes emissions amb el relat de la història de l'emissora, any rere any, amb nombrosos testimonis, extractes sonors i documents diversos. Tots aquests espectacles també s'estrenen al canal de YouTube del web.

### Museu de la Ràdio
Per evitar possiblement utilitzacions no ètiques (com ara la creació d'un MèdiaPark, tal com s'havia publicat en el seu moment al Diari d'Andorra) per l'administració andorrana, el Govern espanyol va prohibir al Govern andorrà crear a Ràdio Andorra, negocis o altres activitats amb fins econòmics si aquest volia conservar l'edifici. Tanmateix, sí que va autoritzar la utilització de l'edifici així com de la zona per a fins públics, com ara la creació d'un museu. Així, tot seguit a l'acord de concessió, l'Arxiu Nacional d'Andorra en col·laboració amb Fonoteca de Catalunya varen començar a restaurar l'edifici de manera a crear-ne el Museu de la Ràdio.
A l'octubre del 2012, i com a tast previ, l'Arxiu Nacional d'Andorra va publicar a internet un vídeo d'uns 10 minuts de durada, de manera a celebrar els anys daurats de Ràdio Andorra i també per celebrar el Dia Mundial del Patrimoni Audiovisual. Documental que es pot visualitzar aquí i que ha tingut el suport de la UNESCO.
El febrer de 2013, el Govern Andorrà va aprovar l'informe per convertir Ràdio Andorra en museu de la ràdio, amb un pressupost d'uns 250.000 euros d'inversió i que s'espera que s'inauguri entre 2015 i 2016. El mateix informe proposa que es creï una comissió ad hoc per desenvolupar el projecte, formada per vuit persones:
- Sylvain Athiel, professional de la radiodifusió
- Maria Jesús Lluelles, doctora en geografia i historiadora reconeguda
- Gualbert Osorio, personatge històric de Ràdio Andorra
- Maite Parrilla, professional del món de la docència
- Enric Torres, expert del món del turisme
- Susanna Vela, cap d'àrea d'arxius i gestió de documents del Dept. de Patrimoni Cultural
- Marta Planas, cap d'area de Museus i Monuments del Dept. de Patrimoni Cultural
- Olivier Codina, Doctor en història i director del Departament de Patrimoni Cultural

## Logotips
Emissions en francés:

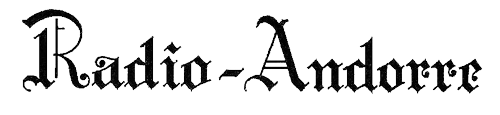
1939 - 1951
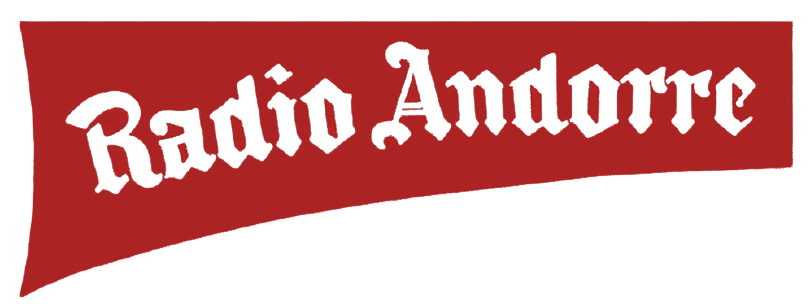
1951 - 1961
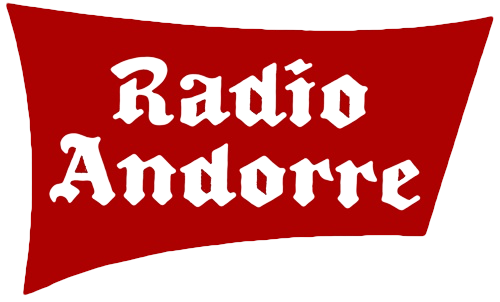
1961 - 1976
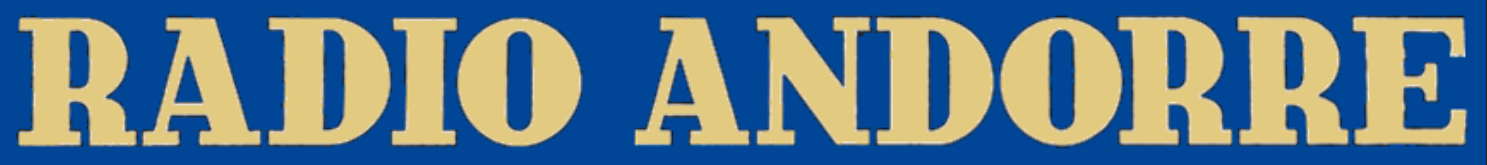
1976 - octubre del 1977
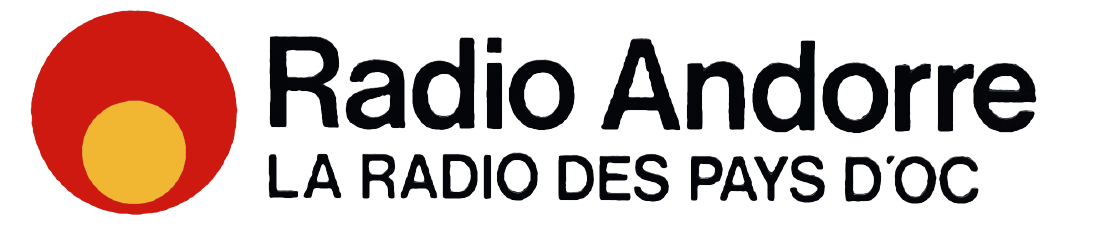
1977 - 1981

Emissions en castellà (fins 1977) i català:

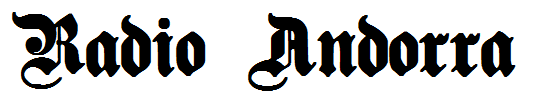
1939 - 1977
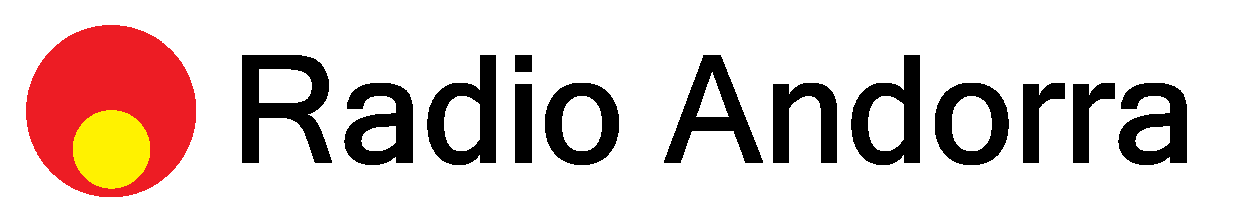
1977 - 1981

Segona etapa (4 de gener-7 d'abril del 1984)

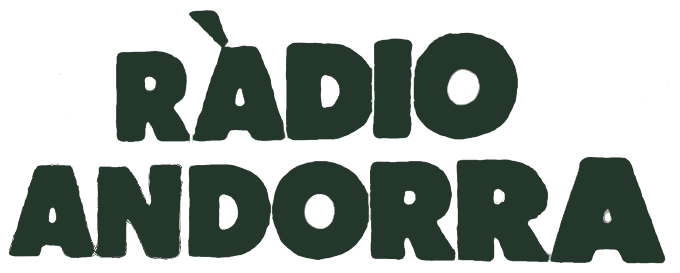

## Ús lingüístic
El català, llengua pròpia d'Andorra i dels andorrans, oficialitzada i protegida a partir de l'aprovació de la constitució del país que data de l'any 1993, va patir alts i baixos a Ràdio Andorra. El 9 d'agost de 1939 el Ministre de Treball francès torna a inaugurar la ràdio, després d'haver-la pressionat. Les primeres emissions, a partir d'aquell instant, es van fer en francès, català i castellà en ona mitjana, 410 metres, i en ona curta, 30 metres. La programació era musical, per evitar conflictes amb Espanya i França, i els discos només es presentaven en aquella època en francès i castellà. Al final de la guerra, Jacques Trémoulet, va ser declarat enemic de l'estat francès per col·laboracionista amb el règim nazi. Això va fer que fugís cap a Espanya, on el 1949 Ràdio Andorra va emetre durant un quant temps en francès i català sota el control de la societat anònima espanyola "Sociedad de Explotación Radiofónica Radio Andorra".
El 1951, el govern francès es va apoderar finalment de la concessió original dels anys trenta de Ràdio Andorra i la va transmetre a SOFIRAD, una empresa controlada per l'Estat, que va crear Andorradio. L'empresari, Jacques Trémoulet, que va perdre l'explotació va iniciar doncs diverses gestions amb les autoritats espanyoles per manera recuperar-la. El 16 de gener del 1961, Trémoulet va proposar al govern de dictadura del general Franco la cessió gratuïta de Ràdio Andorra a l'Estat espanyol a canvi de reservar-se l'explotació comercial durant vint anys. Així, a partir d'aquell mateix moment, la ràdio va passar a mans d'empleats que cada cop tenien més llaços amb el règim espanyol, i per tant, el català va ser eliminat de la difusió. Així, Ràdio Andorra va deixar de dir-se Andorradio per conservar el nom original i emetre del 1961 al 1981 en castellà i francès. De l'altre costat, a Sud Ràdio, hi trobarem treballadors francesos que emetran en francès.
Cal dir, però, que el 16 de desembre del 1975, el català, va tornar a escoltar-se, tot i amb poc temps d'antena. Després d'uns quants anys de castellà i francès, Ràdio Andorra va llogar els seus equips a World Music Radio, una emissora de música pop i oldies (vells èxits populars) d'Amsterdam que emetia en anglès i neerlandès. Serà l'únic any, doncs, en què el català es va poder escoltar de nou per uns quants mesos amb el locutor Josep Casamajor al capdavant.
El 3 d'abril del 1981, a les 21.25 hores, Ràdio Andorra, i responent així al desig i ordre del Parlament andorrà, va llegir un breu comunicat en francès, castellà i català en què anunciava que per ordre de les autoritats andorranes es deixava d'emetre.
Actualment, al principat d'Andorra, es pot escolar a les freqüències FM ràdios de parla catalana, espanyola i francesa. No obstant això, per poder establir-se a Andorra com a ràdio i emetre en obert, les emissions s'han de fer en català. Així doncs, 40 Principals Principat d'Andorra, Cadena Ser Principat d'Andorra,... entre d'altres, emeten en català i castellà. Línia que també apliquen a la resta de territoris de parla catalana, com és el cas de Catalunya, Illes Balears o València. NRJ, en canvi emet solament en francès a Andorra, ja que la seu d'NRJ està situada a París i el grup no té cap instal·lació a Andorra, cosa que el fa exempt d'emetre en català al Principat, contràriament a Els 40 Principals que sí que tenen instal·lacions a Andorra.

## Sud Ràdio
Quant a Sud Ràdio, l'antiga competència directa de Ràdio Andorra, va tornar a obrir l'any 2013, aquest cop sota forma de format cinematogràfic. Josep Pozo, director de la pel·lícula espanyola d'animació Donkey Xote (traduïda al català, gallec, basc, portuguès, espanyol, francès, anglès, entre altres), col·laborador en projectes de Filmax i responsable de l'obertura d'Ordino Studios, primera empresa de creació de videojocs andorrana, va decidir el 2013 obrir un plató de cinema a l'antic local de Sud Ràdio. La intenció va ser d'estrenar una primera pel·lícula feta i creada a Andorra per andorrans. Segons va apuntar Josep Pozo al Diari d'Andorra, el film que porta com a nom Sols, "va destinat a un públic juvenil", protagonitzat per actors catalans i anglesos. Aquest projecte va ser possible gràcies a l'acord signat amb la productora barcelonina Black Flag. Cal dir però que Sud Ràdio com a tal segueix existint a França i només emet a França des de París tot i mostrar-se en aparença una ràdio del sud, amb accent marcadament del sud.